# Biosfeerreservaat Chankajski
Biosfeerreservaat Chankajski (Russisch: Ханкайский государственный природный заповедник) is een strikt natuurreservaat gelegen in kraj Primorje in het Russische Verre Oosten en grenst gedeeltelijk aan de provincie Heilongjiang van China. De oprichting tot zapovednik vond plaats op 28 december 1990 per decreet (№ 616/1990) van de Raad van Ministers van de Russische SFSR. Bovendien werd het gebied op 29 juni 2005 aan de lijst van biosfeerreservaten toegevoegd, onder het Mens- en Biosfeerprogramma (MAB) van UNESCO. Het gebied bestaat uit vijf verschillende clusters, met een gezamenlijke oppervlakte van 392,89 km², waarvan 56,9 km² in het Chankameer ligt. Ook werd er een bufferzone van 755,096 km² ingesteld. Het Chankameer valt sinds 1974 onder de Conventie van Ramsar.

## Status
De vijf verschillende clusters van Biosfeerreservaat Chankajski liggen verspreid rondom het Russische deel van het Chankameer. De noordoostelijke clusters grenzen aan Biosfeerreservaat Xingkai-Hu dat aan de Chinese zijde van het Chankameer ligt. In 1996 zorgde een overeenkomst tussen de regering van de Russische Federatie en de Volksrepubliek China ervoor, dat er een grensoverschrijdend natuurreservaat werd gecreëerd. Sinds 2005 valt Biosfeerreservaat Chankajski onder het Mens- en Biosfeerprogramma van UNESCO. Biosfeerreservaat Xingkai-Hu volgde twee jaar later.

## Kenmerken
Biosfeerreservaat Chankajski ligt aan de oevers het Chankameer, het grootste zoetwatermeer in het oosten van Azië. De belangrijkste en enige uitloop van het Chankameer is de rivier Soengatsja, die het Chankameer met de Oessoeri verbindt. De Soengatsja stroomt hier over de Chinees-Russische grens, door de noordoostelijke clusters van Biosfeerreservaat Chankajski. Veelvoorkomende biotopen in het reservaat zijn dan ook vochtige graslanden, zeggemoerassen, rietlanden en riviervlakten.

## Fauna
In Biosfeerreservaat Chankajski zijn 44 zoogdieren vastgesteld, waarvan er zich 29 permanent in het gebied bevinden. Veelvoorkomend zijn bijvoorbeeld de amoeregel (Erinaceus amurensis), vos (Vulpes vulpes), wasbeerhond (Nyctereutes procyonoides), Siberische wezel (Mustela sibirica) en het Siberisch ree (Capreolus pygargus). Vogels zijn echter beter vertegenwoordigd, met 361 vastgestelde soorten. Hiervan komen 154 vogelsoorten tot broeden in Biosfeerreservaat Chankajski, al broeden er 26 daarvan onregelmatig in het gebied en zijn vijf soorten al decennialang afwezig. Enkele opmerkelijke broedvogels zijn de Chinese kraanvogel (Grus japonensis) met maximaal 25 paar, en de witnekkraanvogels (Grus vipio) met 6 à 8 paar. Ook de bedreigde zwartsnavelooievaar (Ciconia boyciana) broedt hier jaarlijks met 25 paren. Daarnaast is Biosfeerreservaat Chankajski de enige plek in Rusland waar de middelste zilverreiger (Egretta intermedia) en Heudes diksnavelmees (Paradoxornis heudei) broeden.
Biosfeerreservaat Chankajski is door Birdlife International aangewezen als Important Bird Area (IBA), wat inhoudt dat het gebied van internationaal belang is voor enkele kwetsbare en bedreigde vogelsoorten. In Chankajski zijn dat onder meer de Siberische taling (Sibirionetta formosa), Baers witoogeend (Aythya baeri) en Swinhoes ral (Coturnicops exquisitus).